# Doumakélé
Doumakélé est une commune située dans le département de Safané de la province du Mouhoun au Burkina Faso.

## Histoire
Durant la période coloniale française, le village de Doumakélé est l'un des cinq villages de la Boucle du Mouhoun — avec Bouna, Kongoba, Solasso, et Moussakongo — à refuser de répondre en novembre 1915 au recrutement de « tirailleurs sénégalais » pour les besoins des troupes combattantes en France lors de la Première Guerre mondiale en prenant les armes contre les autorités locales représentées par le commandant de cercle.